# Colostygia nigrolineata
Colostygia nigrolineata är en fjärilsart som beskrevs av Edward Alfred Cockayne 1950. Colostygia nigrolineata ingår i släktet Colostygia och familjen mätare. Inga underarter finns listade i Catalogue of Life.